# Friedrich Schlette

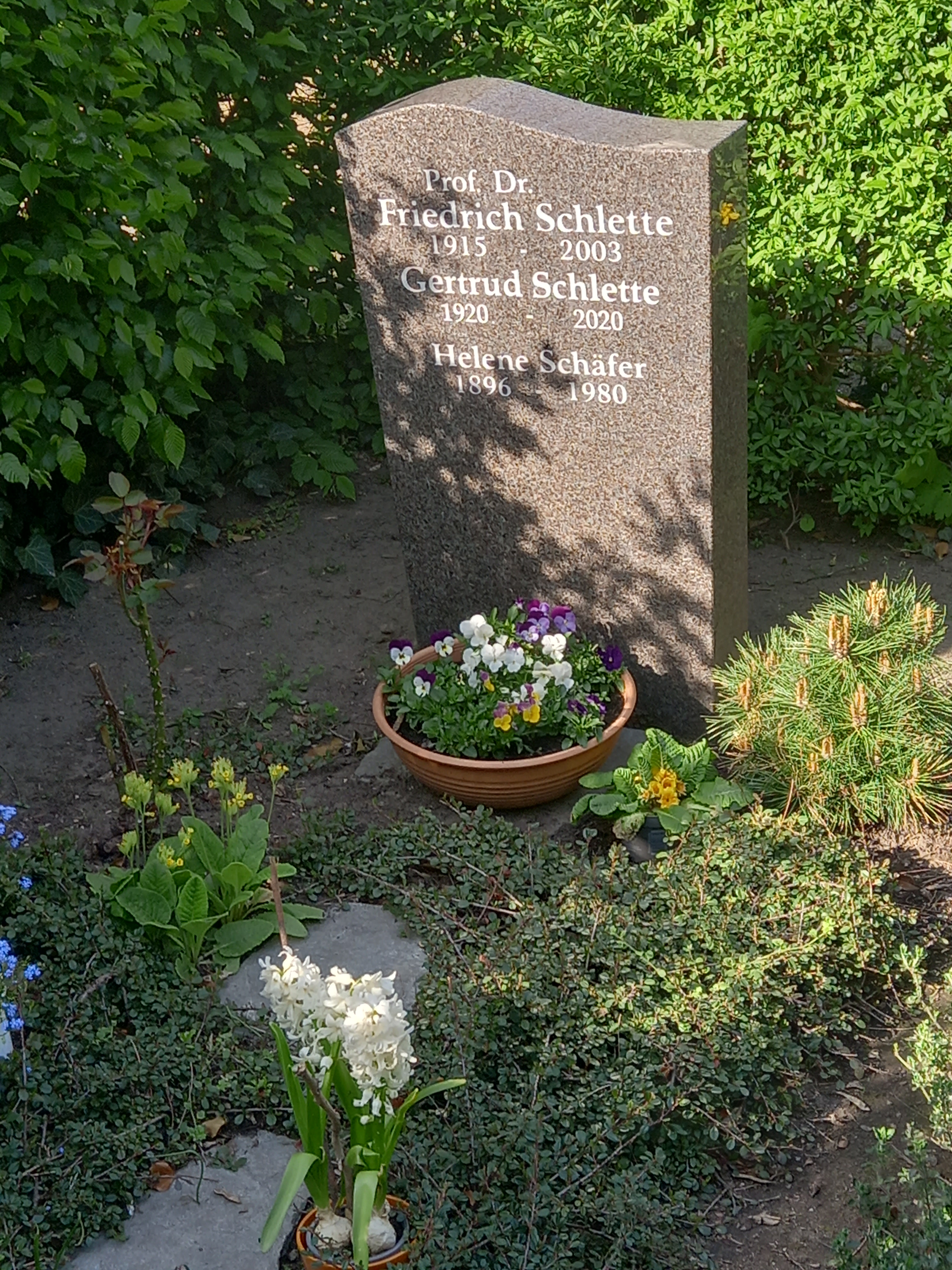
Das Grab von Friedrich Schlette und seiner Ehefrau Gertraud auf dem Friedhof Kröllwitz in Halle

Friedrich Schlette (* 18. Oktober 1915 in Königsberg; † 7. August 2003 in Halle (Saale)) war ein deutscher Prähistoriker.

## Leben
Friedrich Schlette legte 1934 sein Abitur ab und begann anschließend mit dem Studium der Ur- und Frühgeschichte an der Universität Breslau und ging später an den Universitäten München, die Göttingen und Halle. 1935 trat er mit der Mitgliedsnummer 2.370.100 in die NSDAP ein und nahm seit 1939 am Zweiten Weltkrieg teil. 1946 wurde er wissenschaftlicher Assistent am Institut für Vor- und Frühgeschichte an der MLU in Halle. Dort promovierte Schlette auch im November 1948, Thema der Dissertation war Jungsteinzeitlicher Befestigungsbau in Mitteleuropa. 1950 schloss er sich der NDPD an. Die Habilitation erfolgte im September 1955 mit der Schrift Die ältesten Haus- und Siedlungsformen des Menschen auf Grund des steinzeitlichen Fundmaterials Europas und ethnologischer Vergleiche, Gutachter waren Martin Jahn, Friedrich Behn und Hans Haussherr. Noch im selben Monat wurde Schlette zum Dozenten für Ur- und Frühgeschichte ernannt, im März 1959 Professor mit Lehrauftrag. Von 1959 bis 1966 war er Direktor des Instituts für Vor- und Frühgeschichte in Halle, seit Februar 1963 lehrte er als Professor mit vollem Lehrauftrag. Schlette war zudem von 1963 bis 1968 Prodekan der Philosophischen Fakultät sowie von 1963 bis 1967 Abgeordneter der Volkskammer für die NDPD. Zwischen September 1966 und 1986 war er Professor eines Lehrstuhls für Ur- und Frühgeschichte in Halle und zugleich Direktor des Fachbereiches und später des Wissenschaftsbereiches Ur- und Frühgeschichte der Sektion Orient- und Altertumswissenschaften der MLU. 1986 wurde Schlette emeritiert, war aber auch danach noch Mitglied des Präsidiums der Historiker-Gesellschaft der DDR.
Schlette beschäftigte sich mit weiten Gebieten der Ur- und Frühgeschichte, vom Neolithikum bis zur Archäologie der Kelten und Germanen. Viele seiner populärwissenschaftlichen Publikationen fanden in der DDR eine weite Verbreitung und wurden mehrfach aufgelegt, einige Bücher wurden auch in andere Sprachen übersetzt. 1964 wurde er mit dem Vaterländischen Verdienstorden in Bronze ausgezeichnet, 1980 bekam Schlette die Auszeichnung in Silber. Seit 1982 war er Ehrenvorsitzender der Historiker-Gesellschaft der DDR.

## Schriften
- Die ältesten Haus- und Siedlungsformen des Menschen auf Grund des steinzeitlichen Fundmaterials Europas und ethnologischer Vergleiche, DVW, Berlin 1958 (Ethnographisch-archäologische Forschungen, Bd. 5).
- Die Funktion der Ur- und Frühgeschichtsforschung im System der sozialistischen Bildung und Erziehung, Akademie, Berlin 1966.
- Germanen zwischen Thorsberg und Ravenna. Kulturgeschichte der Germanen bis zum Ausgang der Völkerwanderung, Urania, Leipzig u. a. 1972.
- Wege zur Datierung und Chronologie der Urgeschichte (Hrsg.), Akademie, Berlin 1975 (Wissenschaftliche Beiträge der Martin-Luther-Universität Halle-Wittenberg, 1974, 4; Vor- und frühgeschichtliche Beiträge 10).
- Kelten zwischen Alesia und Pergamon. Eine Kulturgeschichte der Kelten, Urania, Leipzig u. a. 1976.
- als Herausgeber: Die Entstehung des Menschen und der menschlichen Gesellschaft. Berlin 1980.
- Auf den Spuren unserer Vorfahren. Kelten – Germanen – Slawen – Deutsche, Neues Leben, Berlin 1982.
- Die Kunst der Hallstattzeit, Seemann, Leipzig 1984 (Seemann-Beiträge zur Kunstwissenschaft).
- Archäologische Geheimnisse unserer Heimat, Neues Leben, Berlin 1985.
- Von Lucy bis Kleopatra. Die Frau in der frühen Geschichte, Neues Leben, Berlin 1988 ISBN 3-355-00607-6.